# Hundsheim
Hundsheim là một thị trấn ở huyện Bruck an der Leitha trong bang Niederösterreich ở nước Áo. Đô thị này có diện tích 13,42 km², dân số năm 2001 là 233 người.